# Hudba Praha (album)
Hudba Praha je první studiové album české rockové skupiny Hudba Praha.
V roce 1987 firma Panton nabídla skupině Hudba Praha vydání debutového alba. Hudba Praha tedy nastoupila do studia. Album však bylo cenzurované. V roce 1988 vyšlo album s 11 písněmi (písně Všechno je naopak a Lunapark byly vyřazeny) jako MC. V roce 1991, už po revoluci, firma Panton přidala i obě vyřazené písně a album s úpravou pořadí vyšlo jako CD.

## Seznam skladeb
| Pořadí | Název                     | Délka |
| ------ | ------------------------- | ----- |
| 1.     | Na Žofíně (Špinavý záda)  | 4:47  |
| 2.     | Nečekej                   | 4:20  |
| 3.     | Brejličky                 | 3:32  |
| 4.     | Lunapark                  | 3:20  |
| 5.     | Není čas                  | 1:35  |
| 6.     | Nech to tak               | 2:59  |
| 7.     | Zákon o zachování energie | 3:15  |
| 8.     | Je to zlý                 | 3:32  |
| 9.     | Je divnej                 | 3:25  |
| 10.    | Můry                      | 3:16  |
| 11.    | Tak na co čekáme          | 4:49  |
| 12.    | A tak dál                 | 5:45  |
| 13.    | Všechno je naopak         | 2:54  |

## Sestava
- Michal Ambrož – zpěv, kytara
- Vladimír Zatloukal – kytara
- Tomáš Volák – klávesy
- Jan Ivan Wünsch – baskytara
- Karel Malík – saxofon
- Vít Malinovský – saxofon
- Alena Daňková – zpěv
- Zdena Pištěková – zpěv
- Markéta Vojtěchová – zpěv
- Ludvík Kandl – bicí